# Galapa baerti
Galapa baerti är en spindelart som först beskrevs av Willis J. Gertsch och Peck 1992.  Galapa baerti ingår i släktet Galapa och familjen dallerspindlar. Inga underarter finns listade i Catalogue of Life.